# فرودگاه محلی فوت‌هیلز
فرودگاه محلی فوت‌هیلز (به انگلیسی: Foothills Regional Airport) یک فرودگاه همگانی بهره‌برداری هوایی با کد یاتا MRN است که یک باند فرود آسفالت دارد و طول باند آن ۱۶۷۶ متر است. این فرودگاه در کشور ایالات متحده آمریکا قرار دارد و در ارتفاع ۳۸۷ متری از سطح دریا واقع شده است.